# Biuro Projektów Radia i Telewizji
Biuro Projektów Radia i Telewizji "Protel", dawniej Biuro Studiów i Projektów Radia i Telewizji – biuro projektowe zajmujące się opracowywaniem projektów obiektów budowlanych.
Buro powstało w 1959 roku. Firma projektuje obiekty dla Telewizji Polskiej, Polskiego Radia, EmiTel, PTK Centertel oraz farmy wiatrowe.

## Ważniejsze projekty
- Centrum Radiowo-Telewizyjne przy ul. Woronicza w Warszawie
- Adaptacja i późniejsza modernizacja (w latach 1996/97) siedziby radiowej Trójki przy Myśliwieckiej 3/5/7 w Warszawie[1]
- RTCN Święty Krzyż
- Farma Wiatrowa Bukowsko-Nowotaniec
- Wieże telekomunikacyjne PTK Centertel